# Parathelges carolii
Parathelges carolii là một loài chân đều trong họ Bopyridae. Loài này được R. Codreanu miêu tả khoa học năm 1968.